# Stazione di Benevento Porta Rufina
Stazione di Benevento Porta Rufina vasútállomás Olaszországban, Benevento településen.

## Vasútvonalak
Az állomást az alábbi vasútvonalak érintik:
- Cancello–Benevento railway

## Kapcsolódó állomások
A vasútállomáshoz az alábbi állomások vannak a legközelebb:
- Stazione di Benevento Arco Traiano
- Montorsi railway halt